# Aurora Vergara
Aurora Vergara Figueroa (Cali, 14 de mayo de 1987) es una socióloga, escritora, investigadora, educadora y académica colombiana. Fue Ministra de Educación Nacional, entre febrero de 2023 y julio de 2024, en el gobierno de Gustavo Petro.
Estudió Sociología en la Universidad del Valle, realizó una maestría y un doctorado en sociología de la Universidad de Massachusetts Amherst en Estados Unidos y una investigación postdoctoral para la Universidad de Harvard. Vergara ha sido profesora titular de la Universidad ICESI y directora del Centro de Estudios Afrodiaspóricos de dicha institución. En 2022 hizo parte del equipo de empalme del gobierno de Gustavo Petro y fue designada como viceministra de educación superior. En febrero de 2023 fue nombrada ministra de educación tras la salida del ministro Alejandro Gaviria.

## Biografía

### Primeros años
Aurora Vergara nació en la ciudad de Cali, pero se crio en Istmina en el departamento del Chocó desde los 4 años, allí llegó con su hermano y su madre, María Teresa Figueroa, tras la desaparición y presunto asesinato de su padre, Aristóbulo Vergara, cuando este era empleado de teléfonos de Emcali.

### Formación
Vergara estudió en la Escuela Normal Superior de Las Mercedes donde se graduó con honores a los 16 años. Debido a la falta de oportunidades que había en Istmina para realizar estudios universitarios, Vergara pensó en ingresar a un convento ya que podría representar una oportunidad de continuar sus estudios y realizar su propósito de «escribir la historia del Chocó», pero su madre no le dio el permiso requerido y la persuadió de realizar estudios universitarios. En el 2003 ganó el premio del Convenio Andrés Bello en historia, lo que le permitió trasladarse a Cali e ingresar a la Universidad del Valle a estudiar Sociología, a pesar de las dificultades económicas y de tener que trabajar en varios oficios como el servicio doméstico para pagar su sostenimiento, pudo completar sus estudios además de acceder a una beca para estudiar el idioma inglés.  Uno de sus profesores que reconoció sus capacidades académicas la incentivó y ayudó a aplicar a una beca en la Universidad de Massachusetts Amherst, Estados Unidos donde obtuvo una maestría y un doctorado.  Más adelante realizó un posdoctorado para la Universidad de Harvard.

### Trayectoria académica
Vergara ha sido profesora titular del Departamento de Estudios Sociales de la Universidad Icesi y directora del Centro de Estudios Afrodiaspóricos (CEAF) de dicha institución.

## Trayectoria política

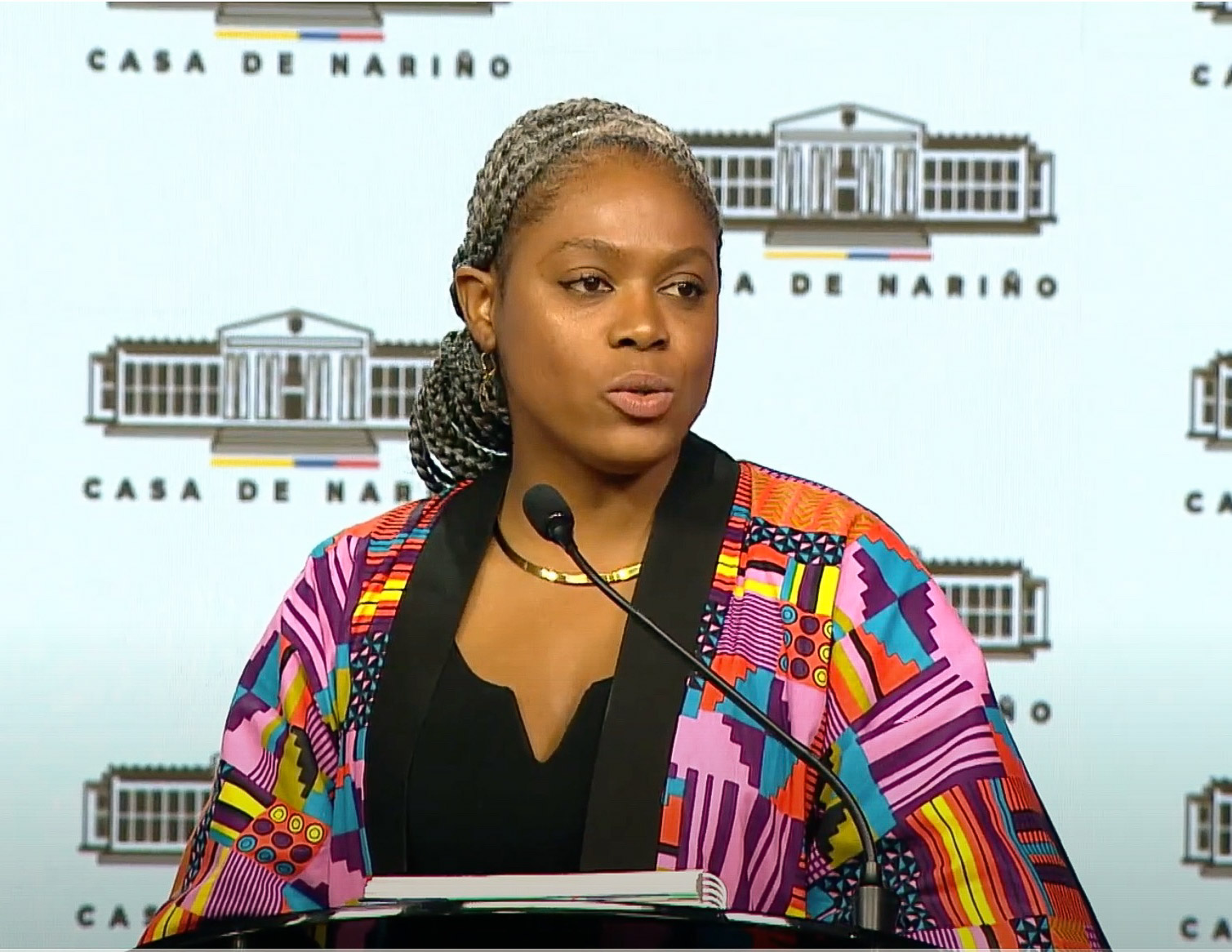
Vergara en 2022.

En julio de 2022, por invitación de la vicepresidenta Francia Márquez, fue designada para ser parte del equipo de empalme del gobierno de Gustavo Petro junto con Mauricio Lizcano, Carolina Corcho y Daniel Rojas. En agosto del mismo año fue designada por el gobierno nacional como viceministra de educación superior para acompañar al ministro Alejandro Gaviria.

### Ministra de Estado
La noche del 27 de febrero de 2023, el presidente Petro anunció en una sorpresiva alocución presidencial que Alejandro Gaviria y otros dos ministros serían relevados de sus cargos, al mismo tiempo anunció la designación de Aurora Vergara como ministra de educación en reemplazo de Gaviria. Horas después Vergara agradeció la designación desde su cuenta de Twitter.
El día 8 de marzo de 2023, desde Quibdó la capital del departamento del Chocó, Aurora Vergara tomó posesión de su cargo como ministra de educación nacional ante el presidente Gustavo Petro.

## Reconocimientos
- Premio Martin Diskin Dissertation otorgado por LASA/Oxfam America en el año 2014.[10]
- Nominada como una de los 20 mejores líderes de Colombia por la revista Semana y la Fundación Liderazgo y Democracia en 2016.[3]

## Distinciones honoríficas
- Dama Gran Cruz de la Orden del Mérito Civil (Reino de España, 26/04/2023).[11]

## Publicaciones
- 2018 - Demando mi libertad: Mujeres negras y sus estrategias de resistencia en la Nueva Granada, Venezuela y Cuba, 1700-1800 - Editora y coautora.[12]

- 2018 - Afrodescendant resistance to deracination in Colombia: Massacre at Bellavista-Bojayá-Chocó - Autora.[13]